# Системный администратор
Систе́мный администра́тор  (англ. system administrator — дословно «администратор системы»), ИТ-администратор — сотрудник, должностные обязанности которого подразумевают обеспечение штатной работы парка компьютерной техники, сети и программного обеспечения. Зачастую системному администратору вменяется обеспечение информационной безопасности в организации. Разговорное название — сисадми́н (англ. sysadmin).
Системные администраторы — сотрудники, в обязанности которых входит создание оптимальной работоспособности компьютеров и программного обеспечения для пользователей, часто связанных между собой общей работой на определенный результат.
Нередко функции системного администратора перекладывают на компании, занимающиеся IT-аутсорсингом. Обычно такие компании предоставляют более низкую, чем содержание штатного сотрудника, стоимость обслуживания и осуществляют работу на основе абонементных договоров.
Ввиду быстрого роста Интернета и развития сетевых технологий, системному администратору-одиночке становится всё сложнее противостоять всем проблемам, поэтому давно появились специализированные форумы и печатные издания, направленные на расширение кругозора начинающих системных администраторов и оказание помощи в решении различных IT-проблем. Косвенно это связано с наличием свободного времени у опытных системных администраторов ввиду их более высокого профессионального уровня.

## Основные сертификации
- MCP, MCSE, MCSA, MCTS, MCITP и MCDBA — для работы в Windows-средах.
- LPI — для работы в Linux-средах.
- RHCE, RHCT — для работы в среде Red Hat Enterprise Linux.
- CCNA/CCDA, CCNP/CCSP/CCIP/CCVP и CCIE — для работы с оборудованием Cisco Systems (см.: Сертификации Cisco).
- OCP DBA — для работы с базами данных Oracle.
- SCSA — для работы в Solaris-средах.
- CCA, CCIA, CCEA — для работы с продуктами Citrix.
- VCP — для работы с продуктами VMware.

## Профессия

### Обязанности
В круг типовых задач системного администратора обычно входит:
- подготовка и сохранение резервных копий данных, их периодическая проверка и уничтожение;
- установка и конфигурирование необходимых обновлений для операционной системы и используемых программ;
- установка и конфигурирование нового аппаратного и программного обеспечения;
- создание и поддержание в актуальном состоянии пользовательских учётных записей;
- ответственность за информационную безопасность в компании;
- устранение неполадок в системе;
- планирование и проведение работ по расширению сетевой структуры предприятия;
- документирование всех произведенных действий.

В организациях с большим штатом сотрудников данные обязанности могут делиться между несколькими системными администраторами — например, между администраторами безопасности, учётных записей и резервного копирования.
Также, в организациях с небольшим штатом сотрудников эти обязанности могут исполняться одним специалистом, занимающимся как консультированием пользователей, так и ремонтом аппаратной части персональных компьютеров и периферийных устройств.

### Специализация
Системных администраторов можно разделить на несколько категорий:
- Администратор веб-сервера — занимается установкой, настройкой и обслуживанием программного обеспечения веб-серверов. Как правило, работает в хостинговой компании.
Необходимы знания Unix-систем (главным образом Linux и FreeBSD), умение конфигурировать веб-сервер Apache и почтовые сервера (qmail, Sendmail, Exim, Postfix), которые установлены на более чем 90 % web-серверов во всем мире; дополнительно веб-сервер IIS и ОС семейства Windows Server. Обязательно глубокое понимание модели OSI, стека протоколов TCP/IP.
- Администратор баз данных — специализируется на обслуживании баз данных.
Нужны глубокие знания СУБД (как минимум одной из MySQL, PostgreSQL, MS SQL, Oracle, Informix, Firebird, DB2), операционной системы, на которой работает база данных (Windows Server, *nix (главным образом Linux/FreeBSD) или Solaris), знание особенностей реализации баз данных, а также знание информационно-логического языка SQL.
- Администратор сети — занимается разработкой и обслуживанием сетей.
Необходимы глубокие познания в области сетевых протоколов (стек TCP/IP, IPX) и их реализации, маршрутизации, реализации VPN, системах биллинга, активного сетевого оборудования, физическом построении сетей (Ethernet, Token ring, FDDI, 802.11).
- Системный инженер (или системный архитектор) — занимается построением корпоративной информационной инфраструктуры на уровне приложений. Работает, как правило, в аутсорсинговой компании либо крупной компании, корпорации.
Нужны знания распространённых ОС (Windows NT, Linux, FreeBSD, Mac OS); службы каталогов Active Directory, Lotus Domino, LDAP; распространённые СУБД, почтовые, groupware, веб-серверы, CRM, ERP, CMS, системы документооборота — связью которых в контексте бизнес-процессов и занимается.
- Администратор безопасности сети — занимается, соответственно, проблемами информационной безопасности, документированием политик безопасности, регламентов и положений об информационных ресурсах. Работает, как правило, в аутсорсинговой компании либо крупной компании, корпорации.
Требуются знания о протоколах шифрования и аутентификации, их практическом применении (VPN, RADIUS, SSL, IPsec, RAS), планировании PKI, системах контроля доступа (брандмауэры, прокси-сервера, смарт-карты, CheckPoint, SecurID), инцидентном анализе, резервном копировании.
- Системный администратор малой компании (от 5 до 30 рабочих мест) — занимается поддержанием работоспособности небольшого парка компьютерной техники и обслуживанием сети. Выполняет все обязанности, связанные с компьютерами и коммуникациями, в том числе техническую поддержку пользователей. В компаниях, занимающихся разработкой программного обеспечения, обслуживает Web-сервера, программы, используемые разработчиками. Также может тестировать разрабатываемое компанией программное обеспечение.
Требуется знание ОС от Microsoft, офисных и бухгалтерских программ типа Microsoft Office и 1С, умение прокладывать локальную сеть, начальные знания баз данных и языков программирования.
- Администратор почтовых серверов — занимается настройкой и поддержкой электронной почты.
Требуется знание Windows Server или же Linux/FreeBSD в зависимости от требования программы почтового сервера — Microsoft Exchange Server, qmail, Sendmail, Exim, Postfix, дополнительные модули для проверки на вирусы, спам, или для интеграции с базами данных LDAP, MySQL, PostgreSQL, Oracle, Active Directory
Требуется знание протоколов и технологий SMTP, SSL, POP3, DNS, Microsoft Active Directory, стека протоколов TCP/IP и основных программ-клиентов электронной почты Microsoft Outlook, The Bat!, Mozilla Thunderbird, KMail, Evolution.

## День системного администратора
День системного администратора придумал сисадмин из Чикаго Тед Кекатос (англ. Ted Kekatos) в 1999 году. С 2000 года день системного администратора начали отмечать ежегодно и повсеместно в последнюю пятницу июля. Официальным праздником не является.

## Юмор о системных администраторах

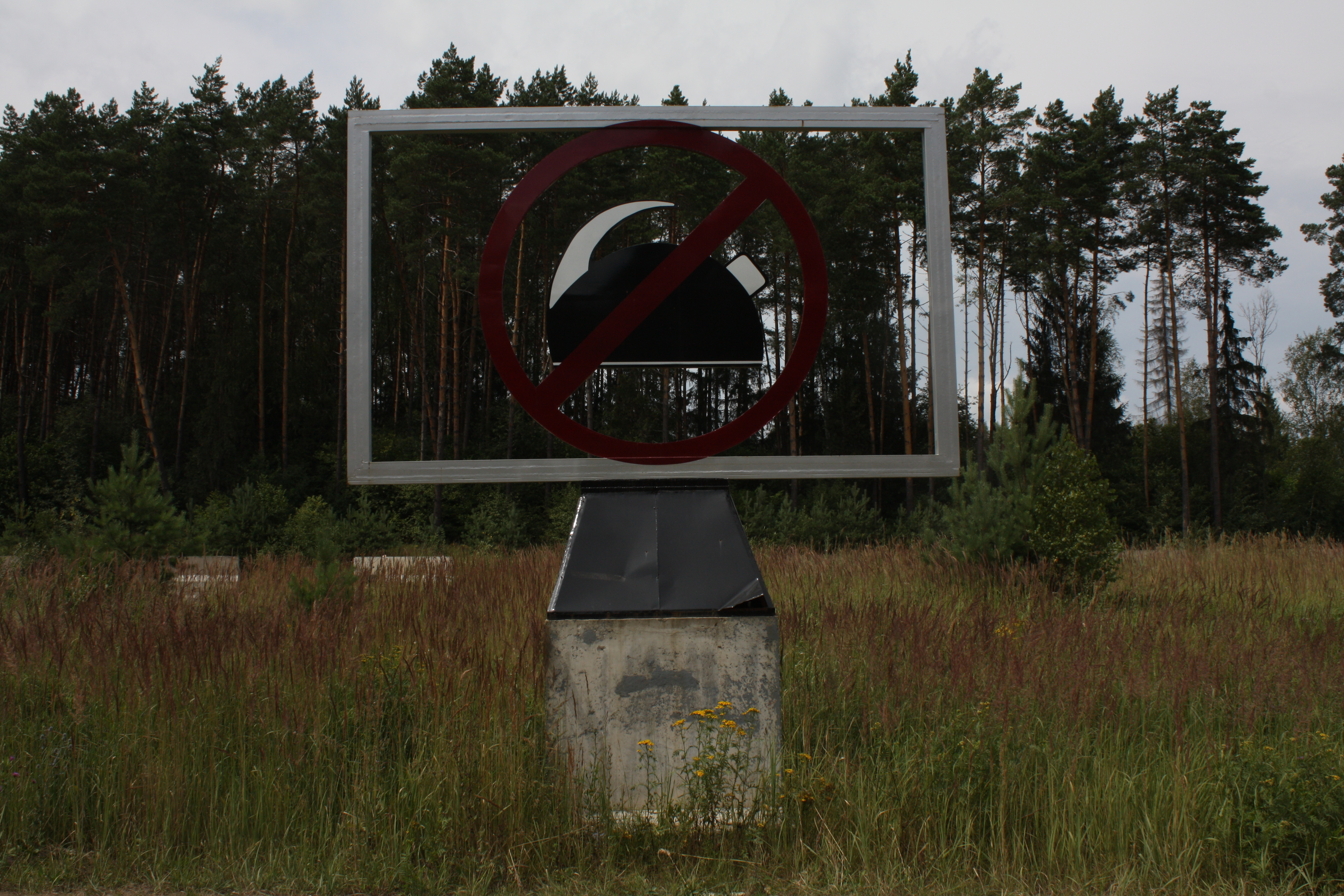
Памятник системному администратору у деревни Колюпаново Калужской области

- В силу особенностей профессии, о «сисадминах» существует множество анекдотов и юмористических текстов, в которых обыгрываются сложные взаимоотношения системного администратора с пользователями сети, их режим работы. Очень часто о «сисадминах» упоминается на известном цитатнике Рунета bash.im и на созданном той же командой[2] проекте IT happens.
- В Великобритании был снят комедийный сериал о технических специалистах ИТ-сферы — «Компьютерщики».
- Музыкальный сборник «Админские песни». В сборник вошли 20 песен о компьютерах, Интернете, о программистах и системных администраторах, об их пристрастии к пиву и непонимании со стороны рядовых пользователей[3].